# Johann Conrad Troll
Johann Conrad Troll (* 23. Mai 1783 in Gottlieben; † 7. März 1858 in Winterthur) war ein Schweizer Pädagoge und Historiker.

## Leben
Johann Conrad Troll verbrachte seine frühe Kindheit in seinem Geburtsort Gottlieben. Mit sieben Jahren zog er, nachdem sein Vater die Familie aufgelöst hatte, zu seinen Grosseltern nach Winterthur. Von 1802 bis 1805 studierte er Theologie am Collegium Carolinum in Zürich. 1806 fing er in Winterthur an, als Lehrer zu unterrichten. 1819 war er massgeblich an der Reform des Winterthurer Schulsystems beteiligt und ab 1820 war er Rektor der städtischen Schulen; das Amt hatte er bis 1856 inne. Von 1830 bis 1832 gehörte er dem kantonalen Erziehungsrat an, wo er auch an der Reform des kantonalen Schulsystems beteiligt war. Seine Lehrerkarriere beendete Troll 1856 an seinem 50-jährigen Jubiläum. Unter seiner Leitung wurde anlässlich dessen ein städtischer Stipendienfonds gegründet. Er erhielt 1856 die Ehrendoktorwürde der Universität Zürich.
Der Stadt Winterthur hinterliess Troll das achtbändige Werk Geschichte der Stadt Winterthur, nach Urkunden bearbeitet zur Geschichte der Stadt, die er von 1840 bis 1850 erfasste und heute eine wichtige Quelle zur Stadtgeschichte ist.
Troll verstarb 1858 im Alter von 74 Jahren.